# Bătălia de la Gonzales
Bătălia de la Gonzales a fost prima ciocnire militară a Revoluției Texane. Ea s-a dat lângă Gonzales, Texas, la 2 octombrie 1835, între coloniștii texani și un detașament de soldați mexicani.
În 1831, autoritățile mexicane au dat coloniștilor din Gonzales un mic tun pentru a-i ajuta să se apere de raidurile frecvente ale indienilor Comanche. În următorii patru ani, situația politică din Mexic s-a deteriorat, iar în 1835 mai multe state s-au răsculat. În condițiile răspândirii revoltei, colonelul Domingo de Ugartechea, comandantul armatelor mexicane din Texas, a considerat că nu este înțelept ca locuitorilor din Gonzales să li se lase pe mână o armă și a cerut returnarea tunului.
Când prima cerere a fost refuzată, Ugartechea a trimis 100 de dragoni să recupereze tunul prin mijloace pașnice. Soldații s-au apropiat de Gonzales la 29 septembrie, dar coloniștii au invocat diverse scuze pentru a nu-i lăsa să intre în oraș, în timp ce în secret trimiteau curieri pentru a cere ajutor de la comunitățile din jur. În două zile, în Gonzales s-au adunat circa 140 de texani, toți hotărâți să nu predea tunul. La 1 octombrie, coloniștii au votat pentru a începe lupta. Soldații mexicani au deschis focul după ce texanii s-au apropiat de tabăra lor în dimineața zilei de 2 octombrie. După mai multe ore de focuri de avertisment, soldații mexicani s-au retras.
Deși mica ciocnire nu a avut o semnificație militară importantă, ea a marcat ruptura între coloniști și guvernul mexican și este considerată a reprezenta începutul Revoluției Texane. Vestea ciocnirii s-a răspândit în Statele Unite, unde a fost adesea denumită „Lexingtonul Texasului”. Soarta tunului nu este cunoscută cu certitudine. Este posibil ca el să fi fost îngropat și redescoperit în 1936, sau ar fi putut fi confiscat de soldații mexicani după bătălia de la Alamo.